# Angerfist
Danny Masseling, més conegut pel grup Angerfist (Almere, 20 de juny de 1981) és un músic i DJ de hardcore/gabber neerlandès, sent considerat el millor DJ de Hardcore del món de 2013 per la revista DJ Mag.

## Carrera
Masseling va començar a fer música als 16 anys. A partir dels bucles i els ritmes programats de 4 pulsacions, el seu interès per produir música va començar a créixer. Va començar la seva carrera el 2001 després d'enviar una demostració a Mark Vos, també conegut com a DJ Buzz Fuzz, director de BZRK Records. A Vos li agradava la cinta i va signar Masseling, que després va llançar els seus primers EP amb els noms de "Menace II Society" i "Angerfist". Masseling aviat va guanyar popularitat a la "escena del gabber" a causa del so agressiu neguit que va fer. El seu estil es caracteritza per la bateria de contrabaix i la veu sonada de diversos mitjans de comunicació, especialment pel·lícules. Ja té alguns èxits hardcore al seu nom, entre els quals destaquen: "Dance With The Wolves", "Raise Your Pist" i "Riotstarter". La seva creixent popularitat li va donar l'oportunitat de produir l'himne per a Masters of Hardcore el 2005, titulat "The World Will Shiver".
Angerfist ha actuat en molts esdeveniments coneguts com a Sensation Black, Masters of Hardcore, Defqon. 1, Mysteryland i Dominator. Va guanyar el prestigiós 39è lloc a la millor edició de DJ Mag's DJ 100 del 2011, es va situar al 42è any següent i es va situar al 34è lloc el 2013, quedant així el principal acte hardcore de la llista. Actualment ocupa el lloc número 29 de la llista de DJ Mag per al 2018.
Al juliol de 2013, es va anunciar que el projecte Bloodcage comptarà amb MC Prozac (en el seu àlies de DJ Bloodcage) com la cara en directe del projecte, tot i que continuava involucrant ambdós artistes (MC Prozac i Angerfist) en la seva producció d'estudi.
Durant actes en directe amb el seu MC, gairebé sempre porten màscares d'hoquei sobre gel dissenyats i dessuadores amb caputxa blanca o negra.

## Discografia

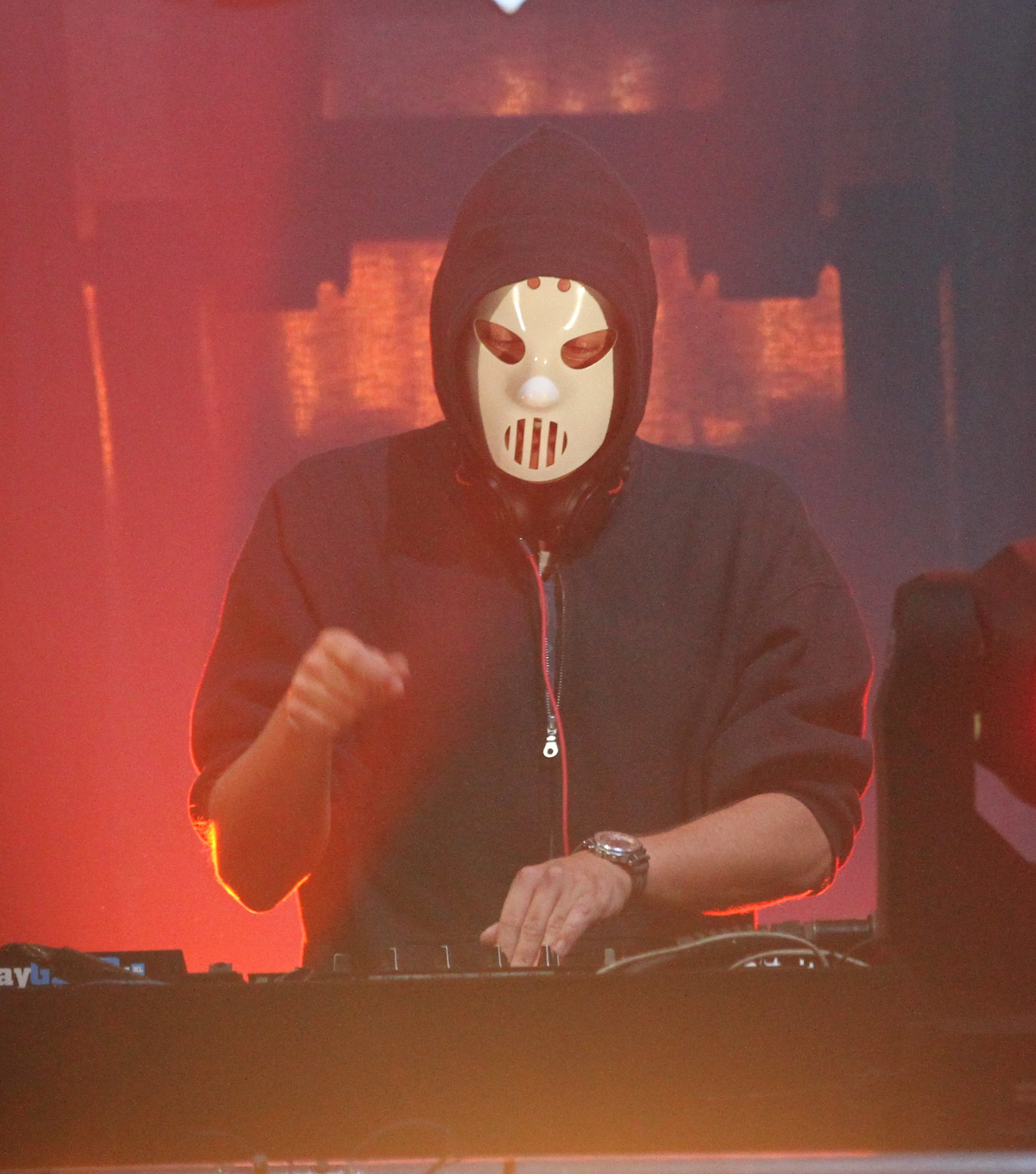
Angerfist pinxant al Syndicate 2013

### Àlbums
- Pissin' Razorbladez (2006)
- Mutilate (2008)
- Retaliate (2011)
- The Deadfaced Dimension (2014)
- Raise & Revolt (2015)
- Creed of Chaos (2017)
- Diabolic Dice (2019)

### Senzills i EPs
| Any  | Títol |
| ---- | --- |
| 1998 | Fuck Trance                                                                                               |
| 2001 | My Style From The Darkside                                                                                |
| 2001 | Cannibal                                                                                                  |
| 2002 | Criminally Insane                                                                                         |
| 2002 | Fuck Off                                                                                                  |
| 2002 | Murder Incorporated                                                                                       |
| 2002 | Chronic Disorder (amb Menace II Society)                                                                  |
| 2002 | Fear Of Other (amb Menace II Society)                                                                     |
| 2002 | Son Of A Bitch (amb Menace II Society)                                                                    |
| 2002 | No Escape From My Wrath (amb Kid Morbid)                                                                  |
| 2003 | Within The Darkness                                                                                       |
| 2003 | It Never Stops                                                                                            |
| 2003 | Son Of Satan                                                                                              |
| 2003 | The Passages                                                                                              |
| 2003 | Bonified Alkoholik Musik Making Muthafucka (B.A.M.M.M)                                                    |
| 2003 | Maniac Killa                                                                                              |
| 2003 | The Number                                                                                                |
| 2003 | Necroslave                                                                                                |
| 2003 | Break Society Down                                                                                        |
| 2003 | Killerfist                                                                                                |
| 2003 | Audio Waste                                                                                               |
| 2004 | Raise Your Fist                                                                                           |
| 2004 | Too Weird To Die                                                                                          |
| 2004 | Ultra Rebel                                                                                               |
| 2004 | Vato |
| 2004 | Shattered Hope                                                                                            |
| 2004 | Krazy |
| 2004 | Alkoholik (amb Menace II Society)                                                                         |
| 2005 | Penis Enlarger (amb Akira)                                                                                |
| 2005 | Raise Your Bottle (amb Korsakoff)                                                                         |
| 2005 | Dortmund '05                                                                                              |
| 2005 | Life |
| 2005 | The World Will Shiver (Himne de Masters of Hardcore del 2005)                                             |
| 2005 | Chop Chop                                                                                                 |
| 2005 | The Fast Lane                                                                                             |
| 2006 | Stainless Steel                                                                                           |
| 2006 | With The Fresh Style                                                                                      |
| 2006 | Dance With The Wolves                                                                                     |
| 2006 | Towards Isolation                                                                                         |
| 2006 | My Critic Fetish                                                                                          |
| 2006 | Kidnapped Redneck                                                                                         |
| 2006 | Yes |
| 2006 | Fuck The Promqueen                                                                                        |
| 2006 | Broken Chain (amb Crucifier)                                                                              |
| 2006 | Twisting My Mind                                                                                          |
| 2006 | Chaos & Evil                                                                                              |
| 2006 | Megamix                                                                                                   |
| 2007 | Somewhere Down The Lane (amb Roland & Sherman with Outblast)                                              |
| 2007 | Superior (amb Outblast & Predator)                                                                        |
| 2008 | Alles Kut Enter (ft. Tomcat & Rudeboy)                                                                    |
| 2008 | TNT (ft. Tomcat & Rudeboy)                                                                                |
| 2008 | Put It Up (amb Tomcat & Rudeboy)                                                                          |
| 2008 | Right Through Your Head                                                                                   |
| 2008 | Riotstarter                                                                                               |
| 2008 | Strangle And Mutilate (amb Bloodcage)                                                                     |
| 2008 | In A Million Years                                                                                        |
| 2008 | Brother's Keepers (ft. Kokka & Cixx)                                                                      |
| 2008 | Postcard From Hell (amb T-Junction)                                                                       |
| 2008 | Radical (Himne d'Official Dominator el 2008)                                                              |
| 2009 | No Fucking Soul                                                                                           |
| 2009 | Choices                                                                                                   |
| 2009 | 187 (amb Predator)                                                                                        |
| 2009 | Anticipate                                                                                                |
| 2009 | Tonight (amb Crucifier)                                                                                   |
| 2009 | Sensational Gargle (ft. Crucifier)                                                                        |
| 2009 | Bite Yo Style                                                                                             |
| 2009 | Close To You                                                                                              |
| 2009 | Legend (amb Predator)                                                                                     |
| 2010 | The Voice of Mayhem (amb Outblast ft. MC Tha Watcher) (Himne oficial dels 15 anys de Masters of Hardcore) |
| 2010 | Delusion (amb Outblast)                                                                                   |
| 2010 | A New Level of freak (amb T-Junction)                                                                     |
| 2010 | No Better Future (amb T-Junction)                                                                         |
| 2010 | And Jesus Wept                                                                                            |
| 2010 | Megamix 2010                                                                                              |
| 2011 | The Depths Of Despair                                                                                     |
| 2011 | Incoming                                                                                                  |
| 2011 | Just Know (amb Tieum)                                                                                     |
| 2011 | Shitty Rave Track (amb Tieum)                                                                             |
| 2011 | Megamix 2011                                                                                              |
| 2012 | Buckle Up And Kill                                                                                        |
| 2012 | Eraser |
| 2012 | Catastrophe (amb Outblast & MC Tha Watcher) (Himne oficial del 2012 Dominator)                            |
| 2012 | Pagans (amb Lowroller)                                                                                    |
| 2012 | Santiago (amb Miss K8)                                                                                    |
| 2012 | The Desecrated                                                                                            |
| 2012 | Megamix 2012                                                                                              |
| 2013 | Don't Fuck With Me                                                                                        |
| 2013 | From The Blackness                                                                                        |
| 2013 | Street Fighter                                                                                            |
| 2013 | Burn This MF Down                                                                                         |
| 2013 | Just Like Me (amb Tha Playah) (ft. MC Jeff)                                                               |
| 2013 | Megamix 2013                                                                                              |
| 2014 | Dirty Man (amb Tieum)                                                                                     |
| 2014 | Knock Knock                                                                                               |
| 2014 | Wake Up Fucked Up (amb Negative A)                                                                        |
| 2014 | Megamix 2014                                                                                              |
| 2015 | Sock It (amb Tieum)                                                                                       |
| 2015 | Megamix 2015                                                                                              |
| 2016 | Bogota (amb Miss K8)                                                                                      |
| 2016 | Order Of Hostility (Himne official del Airforce Festival 2016) (amb Radical Redemption)                   |
| 2016 | Fist In Your Face (amb N-Vitral)                                                                          |
| 2016 | Megamix 2016                                                                                              |
| 2017 | HOAX (amb Furyan)                                                                                         |
| 2017 | Blood For Blood (amb Bodyshock) (ft. Tha Watcher)                                                         |
| 2017 | Die Hard (amb Outblast) (ft. Tha Watcher)                                                                 |
| 2017 | Megamix 2017                                                                                              |
| 2018 | Tournament of Tyrants (Himne oficial de Masters of Hardcore 2018) (with Tha Watcher)                      |
| 2018 | Pennywise                                                                                                 |
| 2018 | Creature                                                                                                  |
| 2018 | Hustlers (amb System Overload)                                                                            |
| 2018 | Nocturnolz (amb Nolz & Radical Redemption)                                                                |
| 2019 | Critter                                                                                                   |
| 2019 | Bare Knuckle Fist (amb N-Vitral)                                                                          |
| 2019 | Impact & Get It Lit (amb Miss K8)                                                                         |
| 2019 | Rally Of Retribution (Himne official de Dominator 2019) (with Nolz)                                       |
| 2019 | Primal Instinct (amb Stereotype)                                                                          |
| 2019 | Diabolic dice                                                                                             |
| 2019 | Soldier                                                                                                   |
| 2019 | Freddy |
| 2019 | Attack of the dice                                                                                        |
| 2019 | Solid Stigma                                                                                              |
| 2019 | Geto tremble                                                                                              |

### Remixos
| Any  | Artista original                     | Títol                                           |
| ---- | ------------------------------------ | ----------------------------------------------- |
| 2002 | Outblast                             | Hey Motherfuckers (Angerfist Remix)             |
| 2005 | Art Of Fighters vs. Nico & Tetta     | I Became Hardcore (Angerfist Remix)             |
| 2005 | Human Resource                       | Dominator (Outblast & Angerfist Remix)          |
| 2005 | Negative A                           | Suck My Dick (Angerfist Remix)                  |
| 2005 | Noize Suppressor                     | Bone Crusher (Angerfist Remix)                  |
| 2005 | Outblast                             | Time To Make A Stand (Outblast & Angerfist Mix) |
| 2007 | Paul Elstak                          | You're a Hardcore Hooligan (Angerfist Remix)    |
| 2008 | Kasparov ft. MC Raw                  | We Will Dominate (Angerfist Refix)              |
| 2009 | Tha Playah                           | Mastah of Shock (Angerfist Remix)               |
| 2010 | Korsakoff                            | Unleash The Beast (Angerfist Remix)             |
| 2011 | Hellsystem                           | Shut Up And Die (Angerfist Remix)               |
| 2011 | Marshall Masters                     | I Like It Loud (Angerfist Remix)                |
| 2012 | Nitrogenetics                        | Pledge Of Resistance (Angerfist Remix)          |
| 2012 | Marshall Masters ft. The Ultimate MC | I Like It Loud (Angerfist Remix)                |
| 2012 | Meccano Twins                        | Complex Man (Angerfist & Predator Remix)        |
| 2012 | Diss Reaction                        | Jiiieeehaaa (Angerfist Remix)                   |
| 2013 | Re-Style                             | Renovation (Angerfist Remix)                    |
| 2013 | Skrillex & Damian Marley             | Make It Bun Dem (Kid Morbid Remix)              |
| 2019 | Skrillex & Damian Marley             | Make It Bun Dem (Angerfist 2019 Refix)          |

### Versions gratuïtes
| Any  | Títol                                    |
| ---- | ---------------------------------------- |
| 2003 | There You Go                             |
| 2003 | The Steel Finger                         |
| 2003 | Sting Like A Scorpion                    |
| 2004 | Reality                                  |
| 2004 | Rollin' The Drumz                        |
| 2004 | The 36th Chamber                         |
| 2004 | Kiss                                     |
| 2004 | Representin' Gangsta Shit (with Amnesys) |
| 2004 | Back Into Time                           |
| 2004 | Bad Boy                                  |
| 2004 | Bad Religion                             |
| 2004 | Blow Your Brain Out                      |
| 2004 | Criminal                                 |
| 2013 | Temple of Disease                        |